# Catty
Catty är det i västerländsk litteratur använda namnet på en traditionell östasiatisk viktenhet på cirka 0,6 kg. Namnet har malajiskt ursprung och skrivs kati med modern stavning. På kinesiska är namnet jin (förenklat och traditionellt 斤, pinyin jīn). Andra östasiatiska språk har bildat namn från det kinesiska namnet.  
Sedan metersystemet 1930 blev officiellt i Kina  används jin allmänt på kineisiska fastlandet som beteckning för 500 gram. 
I Japan och Taiwan (tidigare japanskt) betecknar jin en vikt på 600 gram. I Hongkong och Macao samt i övrigt i Ostasien har enheten behållit sina traditionella värden på 604 gram med något skiftande decimaler.